# Lubow Zawjałowa
Lubow Iwanowna Zawjałowa z domu Finogenowa (ros. Любовь Ивановна Завьялова (Финогенова), ur. 3 października 1949 w Jelcu) – radziecka lekkoatletka, sprinterka.
30 maja 1969 w Moskwie ustanowiła pierwszy oficjalny rekord świata w sztafecie 4 × 400 metrów czasem 3:47,4.
Zwyciężyła w sztafecie 4 × 2 okrążenia (w składzie: Finogenowa, Galina Kamardina, Wira Popkowa i Ludmyła Aksionowa) na halowych mistrzostwach Europy w 1971 w Sofii. Na tych samych mistrzostwach odpadła w eliminacjach biegu na 400 metrów, Na kolejnych halowych mistrzostwach Europy w 1972 w Grenoble zdobyła srebrny medal w sztafecie 4 × 2 okrążenia (sztafeta radziecka biegła w składzie: Natalja Czistiakowa, Aksionowa, Zawjałowa i Nadieżda Kolesnikowa), a w biegu na 400 metrtów odpadła w półfinale.
Zawjałowa była mistrzynią ZSRR w sztafecie 4 × 400 metrów w 1969 i 1971 oraz wicemistrzynią w tej konkurencji w 197). W hali była wicemistrzynią ZSRR w biegu na 400 metrów w 1971.